# Church of the Resurrection (Brussel)
De Church of the Resurrection of Verrijzeniskerk is een voormalig anglicaans kerkgebouw in de Brusselse gemeente Elsene aan de de Stassartstraat 18. De kerk is in 1958 onttrokken aan de eredienst en wordt sinds 2010 ingenomen door de nachtclub Spirito. 

## Geschiedenis
De anglicaanse gemeenschap in Brussel kwam oorspronkelijk samen in privéwoningen, maar bekwam na de Slag bij Waterloo in 1815 toelating om reguliere gemeenten te vormen. Dit gebeurde in bestaande gebouwen. De Church of the Resurrection, toegewijd aan de Verrijzenis, was het eerste kerkgebouw dat specifiek voor de anglicaanse dienst werd opgetrokken. Dat gebeurde onder impuls van Charles Jenkins en zijn zoon John. De kerk werd gebouwd in vroege neogotiek en op 23 oktober 1874 ingewijd. Het bakstenen gebouw werd later bepleisterd.
De kerk werd gedesacraliseerd omdat de gemeente in 1958 werd samengevoegd met deze van de Church of Christ tot de huidige Church of the Holy Trinity. Nadien werd het verlaten gebouw herbestemd als winkelruimte voor de HEMA gevestigd aan de Elsensesteenweg 19.
In 2010 opende de nachtclub Spirito Martini er de deuren. De transformatie tot discotheek gebeurde door de conceptdesigner Will Erens en PureSang.

## Gebouw
Het perceel van de kerk ligt niet recht op de Stassartstraat. De gevels van het schip en van het bijgebouw volgen de rooilijn, terwijl de klokkentoren er schuin op staat, conform de oriëntatie van het interieur. Het dak van de toren is plat. Binnen is er een breed schip en twee zijbeuken. De houten dakstructuur met drielobbige spanten steunt op colonnetten. 

## Voetnoten
1. ↑  Spirito Martini: Nieuwe nachtclub in oude kerk, Brussel Deze Week, 18 januari 2010. Gearchiveerd op 29 januari 2023.